# Xavier Silas
Xavier James Silas (San Antonio, 22 gennaio 1988) è un ex cestista e allenatore di pallacanestro statunitense, professionista nella NBA.
È figlio dell'ex cestista James Silas.

## Carriera
Dal 2006 al 2008 ha giocato nei Buffaloes della University of Colorado at Boulder; nel biennio 2009-2011 ha vestito la maglia degli Huskies di Northern Illinois University. Non essendo stato selezionato al Draft NBA 2011, decide di trasferirsi in al Gravelines, squadra della massima serie francese, con cui disputa 8 partite.
Nel dicembre 2011 torna negli Stati Uniti ai Maine Red Claws, in NBA Development League; disputa 40 partite, mettendo a referto 392 punti totali. Nell'aprile 2012 viene tesserato dai Philadelphia 76ers nella NBA, con cui esordisce il 25 aprile. Con i 76ers gioca due partite, segnando complessivamente 11 punti.